# 2015-ös Formula–1 belga nagydíj
A belga nagydíj volt a 2015-ös Formula–1 világbajnokság tizenegyedik futama, amelyet 2015. augusztus 21. és augusztus 23. között rendeztek meg a belgiumi Circuit de Spa-Francorchampson, Spában.

## Szabadedzések

### Első szabadedzés
A belga nagydíj első szabadedzését augusztus 21-én, pénteken délelőtt tartották.
| helyezés | versenyző        | csapat/motor         | elért idő | különbség | futott kör |
| -------- | ---------------- | -------------------- | --------- | --------- | ---------- |
| 1        | Nico Rosberg     | Mercedes             | 1:51,082  | −         | 19         |
| 2        | Lewis Hamilton   | Mercedes             | 1:51,324  | +0,242    | 24         |
| 3        | Daniel Ricciardo | Red Bull-Renault     | 1:51,373  | +0,291    | 18         |
| 4        | Kimi Räikkönen   | Ferrari              | 1:51,478  | +0,396    | 23         |
| 5        | Sebastian Vettel | Ferrari              | 1:51,866  | +0,784    | 21         |
| 6        | Danyiil Kvjat    | Red Bull-Renault     | 1:51,960  | +0,878    | 18         |
| 7        | Max Verstappen   | Toro Rosso-Renault   | 1:52,158  | +1,076    | 27         |
| 8        | Carlos Sainz Jr. | Toro Rosso-Renault   | 1:52,421  | +1,339    | 26         |
| 9        | Sergio Pérez     | Force India-Mercedes | 1:52,423  | +1,341    | 20         |
| 10       | Valtteri Bottas  | Williams-Mercedes    | 1:52,511  | +1,429    | 19         |
| 11       | Pastor Maldonado | Lotus-Mercedes       | 1:52,539  | +1,457    | 15         |
| 12       | Nico Hülkenberg  | Force India-Mercedes | 1:52,614  | +1,532    | 20         |
| 13       | Felipe Nasr      | Sauber-Ferrari       | 1:52,640  | +1,558    | 16         |
| 14       | Felipe Massa     | Williams-Mercedes    | 1:52,653  | +1,571    | 22         |
| 15       | Marcus Ericsson  | Sauber-Ferrari       | 1:53,426  | +2,344    | 16         |
| 16       | Fernando Alonso  | McLaren-Honda        | 1:53,502  | +2,420    | 15         |
| 17       | Jolyon Palmer    | Lotus-Mercedes       | 1:53,799  | +2,717    | 23         |
| 18       | Jenson Button    | McLaren-Honda        | 1:54,225  | +3,143    | 14         |
| 19       | Will Stevens     | Manor-Ferrari        | 1:55,501  | +4,419    | 16         |
| 20       | Roberto Merhi    | Manor-Ferrari        | 1:56,086  | +5,004    | 17         |

### Második szabadedzés
A belga nagydíj második szabadedzését augusztus 21-én, pénteken délután tartották.
| helyezés | versenyző        | csapat/motor         | elért idő | különbség | futott kör |
| -------- | ---------------- | -------------------- | --------- | --------- | ---------- |
| 1        | Nico Rosberg     | Mercedes             | 1:49,385  | −         | 19         |
| 2        | Lewis Hamilton   | Mercedes             | 1:49,687  | +0,302    | 23         |
| 3        | Daniel Ricciardo | Red Bull-Renault     | 1:50,136  | +0,751    | 15         |
| 4        | Danyiil Kvjat    | Red Bull-Renault     | 1:50,399  | +1,014    | 18         |
| 5        | Kimi Räikkönen   | Ferrari              | 1:50,461  | +1,076    | 23         |
| 6        | Nico Hülkenberg  | Force India-Mercedes | 1:50,461  | +1,076    | 21         |
| 7        | Romain Grosjean  | Lotus-Mercedes       | 1:50,489  | +1,104    | 21         |
| 8        | Marcus Ericsson  | Sauber-Ferrari       | 1:50,709  | +1,324    | 18         |
| 9        | Felipe Nasr      | Sauber-Ferrari       | 1:50,928  | +1,543    | 24         |
| 10       | Sebastian Vettel | Ferrari              | 1:50,940  | +1,555    | 23         |
| 11       | Sergio Pérez     | Force India-Mercedes | 1:50,971  | +1,586    | 21         |
| 12       | Carlos Sainz Jr. | Toro Rosso-Renault   | 1:51,037  | +1,652    | 24         |
| 13       | Max Verstappen   | Toro Rosso-Renault   | 1:51,117  | +1,732    | 25         |
| 14       | Valtteri Bottas  | Williams-Mercedes    | 1:51,250  | +1,865    | 25         |
| 15       | Pastor Maldonado | Lotus-Mercedes       | 1:51,317  | +1,932    | 16         |
| 16       | Felipe Massa     | Williams-Mercedes    | 1:51,588  | +2,203    | 26         |
| 17       | Jenson Button    | McLaren-Honda        | 1:51,854  | +2,469    | 16         |
| 18       | Fernando Alonso  | McLaren-Honda        | 1:52,570  | +3,185    | 14         |
| 19       | Will Stevens     | Manor-Ferrari        | 1:54,065  | +4,680    | 17         |
| 20       | Roberto Merhi    | Manor-Ferrari        | 1:54,253  | +4,868    | 14         |

### Harmadik szabadedzés
A belga nagydíj harmadik szabadedzését augusztus 22-én, szombaton délelőtt tartották.
| helyezés | versenyző        | csapat/motor         | elért idő  | különbség | futott kör |
| -------- | ---------------- | -------------------- | ---------- | --------- | ---------- |
| 1        | Lewis Hamilton   | Mercedes             | 1:48,984   | −         | 15         |
| 2        | Nico Rosberg     | Mercedes             | 1:49,482   | +0,498    | 19         |
| 3        | Sebastian Vettel | Ferrari              | 1:49,629   | +0,645    | 17         |
| 4        | Kimi Räikkönen   | Ferrari              | 1:49,864   | +0,880    | 19         |
| 5        | Sergio Pérez     | Force India-Mercedes | 1:49,866   | +0,882    | 15         |
| 6        | Daniel Ricciardo | Red Bull-Renault     | 1:49,930   | +0,946    | 20         |
| 7        | Danyiil Kvjat    | Red Bull-Renault     | 1:49,980   | +0,996    | 19         |
| 8        | Nico Hülkenberg  | Force India-Mercedes | 1:50,000   | +1,016    | 15         |
| 9        | Valtteri Bottas  | Williams-Mercedes    | 1:50,179   | +1,195    | 15         |
| 10       | Felipe Massa     | Williams-Mercedes    | 1:50,447   | +1,463    | 15         |
| 11       | Carlos Sainz Jr. | Toro Rosso-Renault   | 1:50,552   | +1,568    | 20         |
| 12       | Pastor Maldonado | Lotus-Mercedes       | 1:50,585   | +1,601    | 17         |
| 13       | Max Verstappen   | Toro Rosso-Renault   | 1:50,599   | +1,615    | 21         |
| 14       | Felipe Nasr      | Sauber-Ferrari       | 1:50,690   | +1,706    | 17         |
| 15       | Marcus Ericsson  | Sauber-Ferrari       | 1:51,054   | +2,070    | 20         |
| 16       | Romain Grosjean  | Lotus-Mercedes       | 1:51,187   | +2,203    | 18         |
| 17       | Jenson Button    | McLaren-Honda        | 1:51,981   | +2,997    | 12         |
| 18       | Will Stevens     | Manor-Ferrari        | 1:54,262   | +5,278    | 16         |
| 19       | Roberto Merhi    | Manor-Ferrari        | 1:54,281   | +5,297    | 9          |
| 20       | Fernando Alonso  | McLaren-Honda        | idő nélkül | –         | 1          |

## Időmérő edzés
A belga nagydíj időmérő edzését augusztus 22-én, szombaton futották.
| helyezés              | rajtszám | versenyző        | csapat/motor         | 1. rész  | 2. rész    | 3. rész  | rajthely | futott kör |
| --------------------- | -------- | ---------------- | -------------------- | -------- | ---------- | -------- | -------- | ---------- |
| 1                     | 44       | Lewis Hamilton   | Mercedes             | 1:48,908 | 1:48,024   | 1:47,197 | 1        | 16         |
| 2                     | 6        | Nico Rosberg     | Mercedes             | 1:48,923 | 1:47,955   | 1:47,655 | 2        | 17         |
| 3                     | 77       | Valtteri Bottas  | Williams-Mercedes    | 1:49,026 | 1:49,044   | 1:48,537 | 3        | 19         |
| 4                     | 8        | Romain Grosjean  | Lotus-Mercedes       | 1:49,353 | 1:48,981   | 1:48,561 | 9[1]     | 17         |
| 5                     | 11       | Sergio Pérez     | Force India-Mercedes | 1:49,006 | 1:48,792   | 1:48,599 | 4        | 16         |
| 6                     | 3        | Daniel Ricciardo | Red Bull-Renault     | 1:49,664 | 1:49,042   | 1:48,639 | 5        | 17         |
| 7                     | 19       | Felipe Massa     | Williams-Mercedes    | 1:49,688 | 1:48,806   | 1:48,685 | 6        | 15         |
| 8                     | 13       | Pastor Maldonado | Lotus-Mercedes       | 1:49,568 | 1:48,956   | 1:48,754 | 7        | 17         |
| 9                     | 5        | Sebastian Vettel | Ferrari              | 1:49,264 | 1:48,761   | 1:48,825 | 8        | 17         |
| 10                    | 55       | Carlos Sainz Jr. | Toro Rosso-Renault   | 1:49,109 | 1:49,065   | 1:49,771 | 10       | 12         |
| 11                    | 27       | Nico Hülkenberg  | Force India-Mercedes | 1:49,499 | 1:49,121   |          | 11       | 12         |
| 12                    | 26       | Danyiil Kvjat    | Red Bull-Renault     | 1:49,469 | 1:49,228   |          | 12       | 11         |
| 13                    | 9        | Marcus Ericsson  | Sauber-Ferrari       | 1:49,523 | 1:49,586   |          | 13       | 12         |
| 14                    | 7        | Kimi Räikkönen   | Ferrari              | 1:49,288 | idő nélkül |          | 16[2]    | 8          |
| 15                    | 33       | Max Verstappen   | Toro Rosso-Renault   | 1:49,831 | idő nélkül |          | 18[3]    | 10         |
| 16                    | 12       | Felipe Nasr      | Sauber-Ferrari       | 1:49,952 |            |          | 14       | 6          |
| 17                    | 22       | Jenson Button    | McLaren-Honda        | 1:50,978 |            |          | 19[4]    | 6          |
| 18                    | 14       | Fernando Alonso  | McLaren-Honda        | 1:51,420 |            |          | 20[5]    | 6          |
| 19                    | 28       | Will Stevens     | Manor-Ferrari        | 1:52,948 |            |          | 15       | 6          |
| 20                    | 98       | Roberto Merhi    | Manor-Ferrari        | 1:53,099 |            |          | 17       | 7          |
| 107%-os idő: 1:56,531 |          |                  |                      |          |            |          |          |            |

Megjegyzés:
- ↑ 1:  — Romain Grosjean autójában váltót kellett cserélni, ezért öt rajthelyes büntetést kapott.[2]
- ↑ 2:  — Kimi Räikkönen váltócsere miatt szintén 5 rajthelyes büntetést kapott.[3]
- ↑ 3:  — Max Verstappen autójában erőforrást kellett cserélni, ezért tíz rajthelyes büntetést kapott.[4]
- ↑ 4:  — Jenson Button autójába be kellett szerelni a nyolcadik turbófeltöltőt és MGU-H-t, valamint a hetedik belsőégésű motort és MGU-K-t, ezért összesen 50 (25+25) rajthelyes büntetést kapott.[5]
- ↑ 5:  — Fernando Alonso autójába be kellett szerelni a hetedik belsőégésű motort és MGU-H-t, a hatodik MGU-K-t és vezérlőelektronikát, valamint az ötödik turbófeltöltőt, így összesen 55 (30+25) rajthelyes büntetést kapott. A McLaren ezzel egyébként megdöntötte a saját maga által az osztrák nagydíjon felállított hátrasorolási rekordot.[6][7]

## Futam
A belga nagydíj futama augusztus 23-án, vasárnap rajtolt.
| helyezés | rajtszám | versenyző        | csapat/motor         | futott kör | idő/kiesés oka | rajthely | pont |
| -------- | -------- | ---------------- | -------------------- | ---------- | -------------- | -------- | ---- |
| 1        | 44       | Lewis Hamilton   | Mercedes             | 43         | 1:23:40,387    | 1        | 25   |
| 2        | 6        | Nico Rosberg     | Mercedes             | 43         | +2,058         | 2        | 18   |
| 3        | 8        | Romain Grosjean  | Lotus-Mercedes       | 43         | +37,988        | 9        | 15   |
| 4        | 26       | Danyiil Kvjat    | Red Bull-Renault     | 43         | +45,692        | 12       | 12   |
| 5        | 11       | Sergio Pérez     | Force India-Mercedes | 43         | +53,997        | 4        | 10   |
| 6        | 19       | Felipe Massa     | Williams-Mercedes    | 43         | +55,283        | 6        | 8    |
| 7        | 7        | Kimi Räikkönen   | Ferrari              | 43         | +55,703        | 16       | 6    |
| 8        | 33       | Max Verstappen   | Toro Rosso-Renault   | 43         | +56,076        | 18       | 4    |
| 9        | 77       | Valtteri Bottas  | Williams-Mercedes    | 43         | +1:01,040      | 3        | 2    |
| 10       | 9        | Marcus Ericsson  | Sauber-Ferrari       | 43         | +1:31,234      | 13       | 1    |
| 11       | 12       | Felipe Nasr      | Sauber-Ferrari       | 43         | +1:42,311      | 14       |      |
| 12[1]    | 5        | Sebastian Vettel | Ferrari              | 42         | defekt         | 8        |      |
| 13       | 14       | Fernando Alonso  | McLaren-Honda        | 42         | +1 kör         | 20       |      |
| 14       | 22       | Jenson Button    | McLaren-Honda        | 42         | +1 kör         | 19       |      |
| 15       | 98       | Roberto Merhi    | Manor-Ferrari        | 42         | +1 kör         | 17       |      |
| 16       | 28       | Will Stevens     | Manor-Ferrari        | 42         | +1 kör         | 15       |      |
| ki       | 55       | Carlos Sainz Jr. | Toro Rosso-Renault   | 32         | erőforrás      | 10       |      |
| ki       | 3        | Daniel Ricciardo | Red Bull-Renault     | 19         | elektronika    | 5        |      |
| ki       | 13       | Pastor Maldonado | Lotus-Mercedes       | 1          | erőforrás      | 7        |      |
| ni       | 27       | Nico Hülkenberg  | Force India-Mercedes | 0          | erőforrás      | 11       |      |

Megjegyzés:
- ↑ 1:  — Sebastian Vettel nem fejezte be a futamot, de helyezését értékelték, mivel teljesítette a versenytáv több, mint 90%-át.

## A világbajnokság állása a verseny után
| H   | Versenyzők       | Pont | H   | Konstruktőrök        | Pont |
| --- | ---------------- | ---- | --- | -------------------- | ---- |
| 1.  | Lewis Hamilton   | 227  | 1.  | Mercedes             | 426  |
| 2.  | Nico Rosberg     | 199  | 2.  | Ferrari              | 242  |
| 3.  | Sebastian Vettel | 160  | 3.  | Williams-Mercedes    | 161  |
| 4.  | Kimi Räikkönen   | 82   | 4.  | Red Bull-Renault     | 108  |
| 5.  | Felipe Massa     | 82   | 5.  | Lotus-Mercedes       | 50   |
| 6.  | Valtteri Bottas  | 79   | 6.  | Force India-Mercedes | 49   |
| 7.  | Danyiil Kvjat    | 57   | 7.  | Toro Rosso-Renault   | 35   |
| 8.  | Daniel Ricciardo | 51   | 8.  | Sauber-Ferrari       | 23   |
| 9.  | Romain Grosjean  | 38   | 9.  | McLaren-Honda        | 17   |
| 10. | Max Verstappen   | 26   | 10. | Manor-Ferrari        | 0    |

(A teljes táblázat)

## Statisztikák
- A 60. belga nagydíj.[8]
- A Scuderia Ferrari 900. nagydíja.[9]
- Sebastian Vettel 150. nagydíja.[10]
- Vezető helyen:
  - Lewis Hamilton: 42 kör (1-30) és (32-43)
  - Nico Rosberg: 1 kör (31)
- Lewis Hamilton 48. pole-pozíciója és 39. győzelme.
- Nico Rosberg 12. leggyorsabb köre.
- A Mercedes 38. győzelme.
- Lewis Hamilton 80., Nico Rosberg 36., Romain Grosjean 10. dobogós helyezése.